# 岸田文雄のウクライナ訪問
岸田文雄のウクライナ訪問（きしだふみおのウクライナほうもん）とは、2023年3月21日に日本国内閣総理大臣の岸田文雄がウクライナを訪問した出来事である。これは、ロシアによるウクライナ侵攻勃発以降初めての日本の首相によるウクライナ訪問であった。
安全上の理由から、訪問の計画は事前に明かされず、外遊日程で最初の訪問先であったインドからは側近ら10人弱のみが同行した。
内閣総理大臣が戦地を訪問するのは、第二次世界大戦後では初のことであった。

## 背景
岸田は、2022年ロシアのウクライナ侵攻の勃発以降ウクライナの首都キーウを訪問することを模索し続けていた。2023年5月に開催される第49回先進国首脳会議（G7広島サミット）で日本が議長国を務めるにあたり、主要な議題がウクライナ情勢であることなどから、議長国の首脳がウクライナを訪問してウォロディミル・ゼレンスキー大統領と直接言葉を交わすことが必要不可欠であると考えていた。しかし、現地での岸田の安全確保や国会への事前報告の慣例などの問題から、実現できずにいた。
2022年6月、第48回先進国首脳会議（G7エルマウサミット）を前にフランス、ドイツ、イタリアの首脳が共同でウクライナを訪問することを計画していると報じられた。2022年6月、G7エルマウサミットに参加するためにヨーロッパを訪問する予定であった岸田は、これに合わせてウクライナを訪問することを検討し、3カ国の首脳と一緒に訪問する案も検討された。しかし、国会への事前報告によって訪問を秘密にしておくことが困難であり、秘密裏に準備を進めている3カ国の首脳にも迷惑をかけることになることから、この計画は断念した。6月16日、3カ国の首脳はウクライナを訪問した。
その後もウクライナ訪問に向けた模索は続いたが、参議院議員選挙、安倍晋三元首相銃撃事件とそれに続いた旧統一教会問題などの国内問題に注力せざるを得ない状況が続いたことにより、下火となっていった。
次に訪問が検討されたのは第210回国会が閉会した同年12月、国会閉会中は事前報告を避けることが可能であることが理由であった。しかし、岸田の安全確保の問題や、極秘の訪問についての打ち合わせの内容が外部に流出したことなどから、年末の訪問も断念した。
2023年1月6日の電話会談で、ゼレンスキーは岸田のウクライナ訪問を要請し、岸田はこれを「検討したい」と述べた。2月20日にジョー・バイデン米国大統領がウクライナを訪問したことにより、G7の首脳で岸田だけが2022年ロシアのウクライナ侵攻の勃発以降、キーウを訪問していないことになった。5月に岸田の地元で開催されるG7広島サミットが迫る中、議長国の首脳だけがウクライナを訪問していない状況に焦りを感じていた。

## ウクライナ訪問

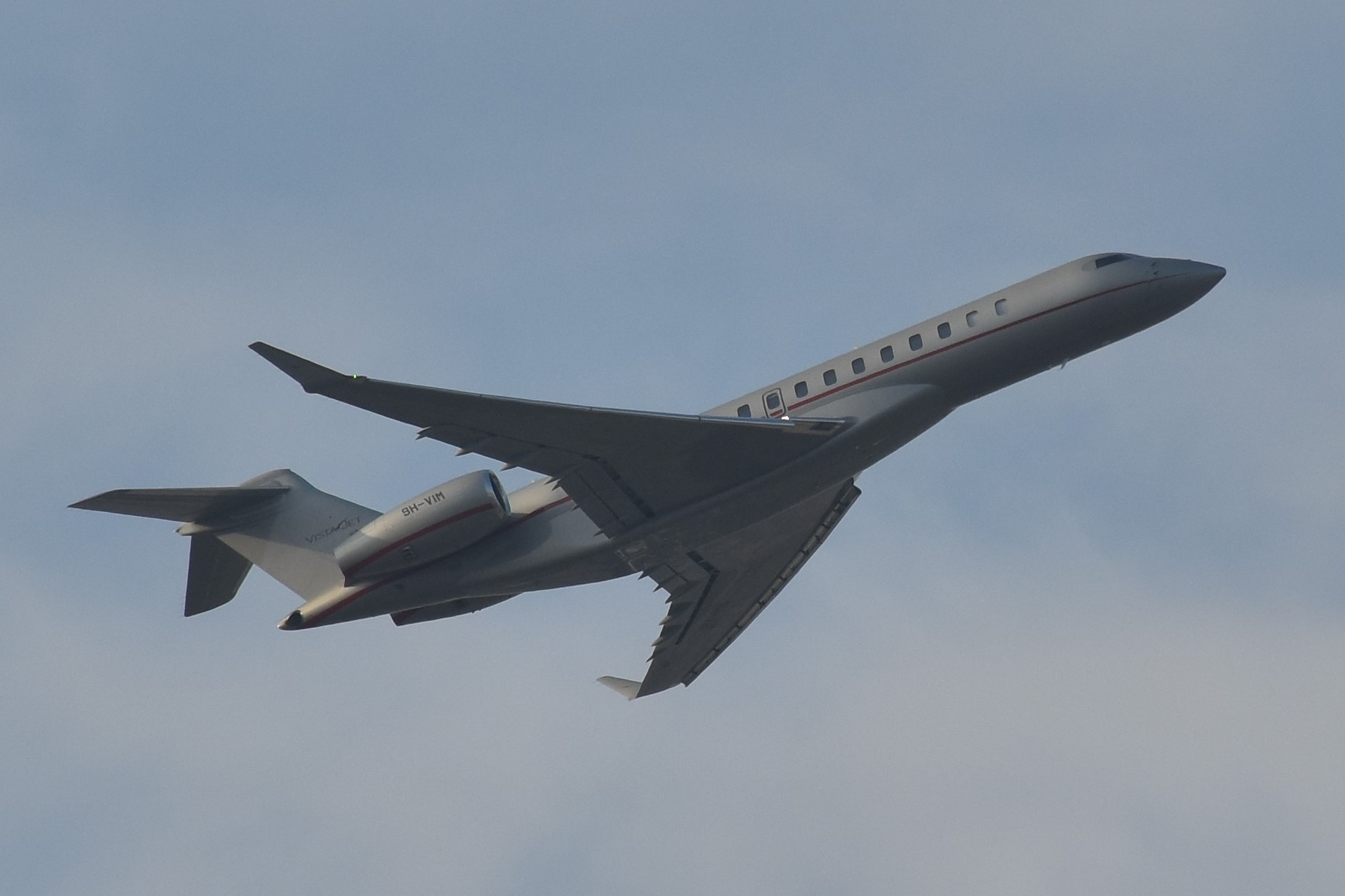
訪問に利用されたチャーター機と同型機

2023年3月19日、岸田は21日までの日程でインドを訪問し、ナレンドラ・モディ首相と首脳会談を行うために、日本国政府専用機で東京国際空港（羽田空港）から出発した。20日、モディと首脳会談を行った。今回のインド訪問の日程が不自然な程に余裕のあるものであり、22日に岸田に関係する国会日程がなかったことから、ウクライナを訪問することが噂されていた。21日の日程が空いていた理由について、首相周辺は「インド側からモディ首相の地元グジャラート州視察の打診があり、検討しているところだ」と記者に話していた。
当初の日程では22日未明に帰国する予定であったが、インド時間20日19時30分頃にデリーのインディラ・ガンディー国際空港（パラム空軍基地）から、ビジネスジェットでポーランドのジェシュフ＝ヤションカ空港に向けて秘密裏に出発した。ビスタジェットの運航するボンバルディア グローバル 7500をチャーターし、岸田がインドに向かう約3時間前の19日20時頃に東京国際空港から離陸し、先にインドに向かわせていた。木原誠二内閣官房副長官、秋葉剛男国家安全保障局長、山田重夫外務審議官、中込正志外務省欧州局長、通訳官、医師、警視庁警備部警護課警護第1係のSPら10人弱のみが岸田に同行した。岸田が滞在先のホテルを出たことは、インド訪問の同行記者団や政府随行員に知られぬように行われ、外務省の報道担当は「何が起きているのか分からない」と苦渋の表情を浮べた。
ジェシュフに到着後は車に乗り換え、約1時間をかけてプシェムィシル中央駅に向かった。プシェムィシルからは列車に乗り換えキーウに向かった。ロシア政府には岸田の訪問前に通告していた。岸田が列車に乗り込む様子をNHKとNNNのカメラが捉えていた。映像では、岸田が黒塗りの車列の先頭車から降りポーランド警察の警護官と思われる男性に付き添われながら列車に乗り込む様子や、段ボール箱を積み込む様子が映されていた。
岸田を乗せた列車はウクライナ時間21日正午過ぎにキーウ旅客駅に到着し、現地の日本大使館職員らが出迎えた。
到着後は、2022年3月に大量虐殺のあったブチャを訪問、73人の遺体が発見された教会を訪れ、教会裏の集団埋葬地で献花と黙祷を行った。その後、同市内の住宅街を訪問し、日本政府が越冬支援として寄贈した発電機を視察し、ウクライナの越冬支援などを行う日本の姿勢を伝えた。

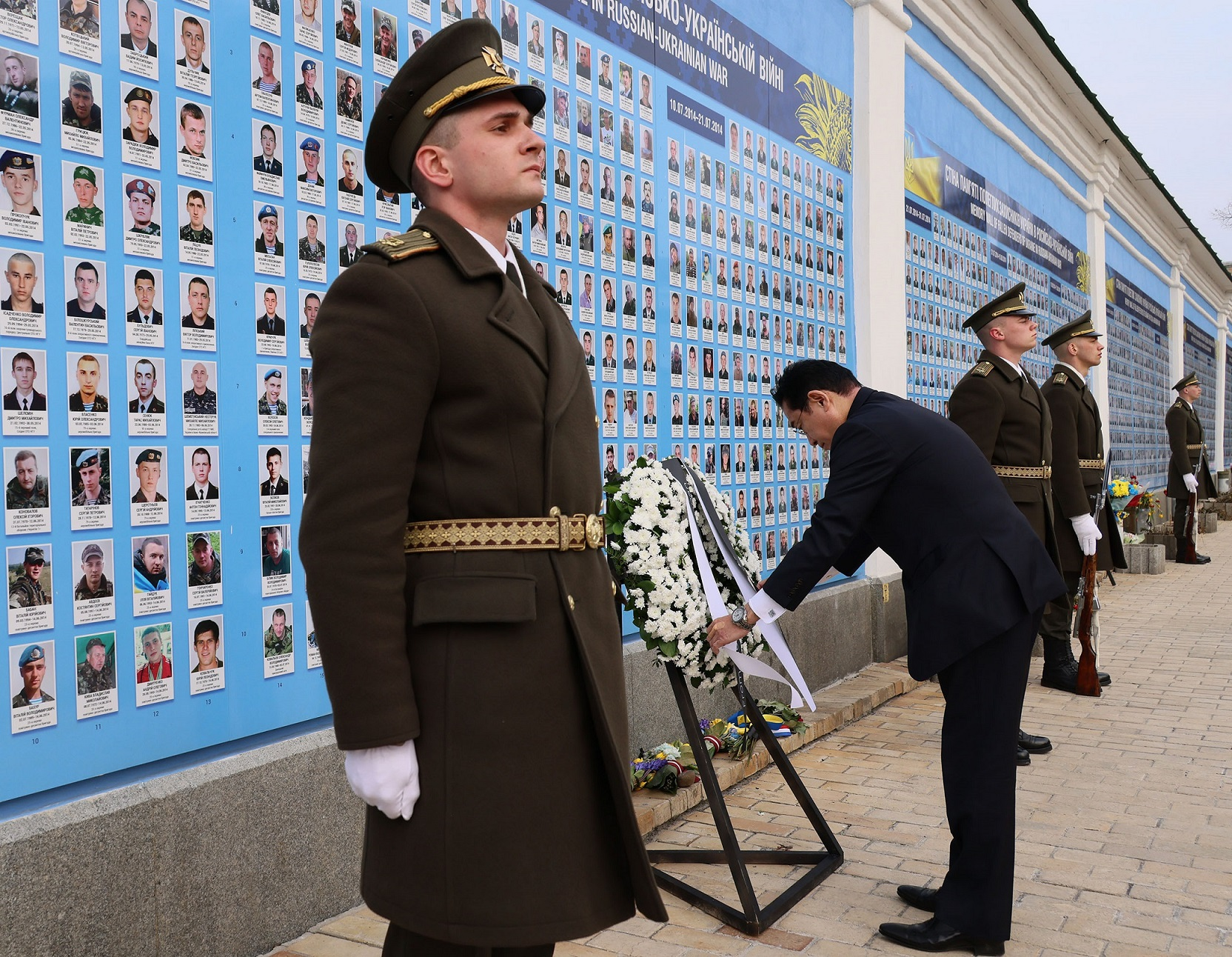
ウクライナのために亡くなった人々の追悼の壁を訪問する岸田

キーウに戻った岸田は聖ムィハイール黄金ドーム修道院を訪問、ウクライナのために亡くなった人々の追悼の壁に献花した。
その後、岸田はゼレンスキーとの首脳会談を約2時間40分行った。
会談後の21日夜、一連のウクライナでの日程を終えた岸田は列車で次の訪問先であるポーランドに向け出発した。

### 岸田の安全確保
首相警護の担当は警視庁警備部警護課警護第1係だが、首相外遊における警護は原則として訪問する相手国に委ねられる。今回の岸田のウクライナ訪問では、要人警護を目的として自衛隊を海外派遣する法的根拠がないことから、同行するSPとウクライナ軍部隊が警護を実施する形となった。松野博一内閣官房長官は3月22日の参議院予算委員会で、岸田の現地での安全確保について、「ロシア軍による攻撃情報の入手や避難などを含め、ウクライナ政府が全面的に責任を負って実施した」ことを明らかにした。また、浜田靖一防衛大臣は22日の記者会見で、防衛省・自衛隊が岸田の移動や警護に関与しなかったこと、ウクライナやポーランドなどの関係国の軍への協力要請もしなかったことを説明した。岸田は23日の参議院予算委員会で、「要人を含め外国人の安全確保は一義的には、領域国の警察当局等の機関が行う。自衛隊をわが国の要人の警護のみを目的に海外に派遣する明示的な規定はない」と答弁した。

### 国会への事前報告
今回のウクライナ訪問は、国会への事前報告なしに行われた。2023年2月から、自由民主党は事前報告を省略することもあり得るという認識を示しており、立憲民主党は事前報告のない訪問を認めた上で、帰国後の国会での報告を求めていた。自由民主党と立憲民主党は同年3月22日に国会内で行われた会談で、岸田の帰国後に国会で与野党の質疑を受ける形での報告を行うことで合意した。

## 会談の結果
会談後の共同会見において、「日本とウクライナとの間の特別なグローバル・パートナーシップに関する共同声明」が発表された。共同声明では二国間関係を「特別なグローバル・パートナーシップ」に格上げすることや、両国間の情報保護協定の締結に向けた調整を開始することで合意したことが表明された。
また、G7広島サミットにゼレンスキーを招待し、オンライン形式での参加が決定したことも明かされた。このほか、以下の対ウクライナ援助が発表された。

### 日本からウクライナへの援助
- 殺傷性のない装備品支援に3,000万ドル（約40億円）の供出[41]
  - 北大西洋条約機構（NATO）の信託基金を通じたもので、防弾チョッキ（ボディアーマー）や衣類の供与が想定されている[44]。
- エネルギー分野などに、4億7,000万ドル（約620億円）の無償支援[41]

## 反応

### 「必勝しゃもじ」と「折り鶴ランプ」の贈答
ポーランド南東部プシェムィシル駅からキーウ行きの列車に乗り込む岸田を捉えたNHKの映像に、日本政府関係者がうまい棒の段ボール箱を一緒に運び込む様子が映っていたため、岸田が支援物資としてうまい棒を大量に持参したのでは、とSNSで話題になった。しかし実際には、箱の中身は岸田の地元である広島県の宮島で製作された50センチ大のしゃもじだった。「必勝」の文字と「岸田文雄」の署名入りだという。宮島観光協会によると、必勝としゃもじの起源は日露戦争に遡る。「広島湾に位置する宮島は軍人たちの出征地の一つとなっていたため、軍人たちは出征前、宮島の厳島神社を訪れ、無事に帰ってくることを祈念し、お守り代わりとして、しゃもじを奉納していた」という。岸田は、国会内の事務所にも自民党総裁選出馬時に、必勝祈願として広島県連から贈られた「必勝」と書かれた特大のしゃもじを飾っている。
この贈答品について駐日ウクライナ大使館は3月24日、「必勝！」と公式ツイッターに投稿。セルギー・コルスンスキー駐日大使も翌25日、「これからは、日本からの贈り物として『必勝しゃもじ』がとても喜ばれます」とツイッターで発信するなど好意的に受け止めた一方で、立憲民主党の代表である泉健太は記者会見で「戦争中の国家元首に受験やスポーツの応援で使われている地元の名産品を贈るのは違和感が拭えず、緊張感のなさを露呈した」と批判した。日本維新の会の代表である馬場伸幸も記者会見で「生きるか死ぬかの戦いをやっている、そのサポートを向こうは求めている。そういう場に地元の名産ですとしゃもじを持っていくのは、ちょっとお気楽すぎるんじゃないか」と批判した。また、宮島観光協会は「杓子が世に広まることは大変喜ばしいことだが、『必勝』という文字が適切だったかは微妙なところ。ウクライナの人たちは、本当に命をかけて戦っている。『愛』や『平和』などと書かれたしゃもじを贈っても、平和ボケと言われてしまうだろう」と苦言を呈した。
しゃもじの他には、折り鶴をモチーフにした宮島お砂焼きのランプが贈答された。これらの贈答品の選定理由について官房長官の松野博一は、3月23日の記者会見で「ロシアによるウクライナ侵略に立ち向かうゼレンスキー大統領への激励と平和を祈念する思いを伝達するためだ」と説明した。

### 国際社会
アメリカ国家安全保障会議のジョン・カービー戦略広報調整官は2023年3月21日の記者会見で、「日本がウクライナを支援するため国際社会と連帯している一例だ」だと歓迎し、アメリカ国防総省のパット・ライダー報道官は「国際ルールに基づく秩序を確保するため、日本や他の国がウクライナを支援することは重要だ」と岸田のウクライナ訪問を評価した。
中華人民共和国外交部報道官の汪文斌は同日の記者会見で岸田のウクライナ訪問について、「国際社会はウクライナ危機の政治的解決のための条件を作り出すべきだ」と述べ、「日本が事態の沈静化に反するのではなく、有益なことを多く行うことを望んでいる」と牽制した。なお、中国の習近平国家主席（総書記）は岸田のウクライナ訪問と重なる21日に訪問先のロシアで同国のウラジーミル・プーチン大統領と会談しており、欧米の報道などでこれらを対比的に見る向きがある。
ロシア外務省のマリア・ザハロワ局長は2023年3月23日の記者会見で、岸田がウクライナを訪問した日付について、上述の中ロ首脳会談にぶつけて影響を及ぼすためにあえて選んだ可能性があると主張した。ロシア国営メディアのタス通信は、岸田がゼレンスキーに贈呈した「必勝」と書かれたしゃもじに対し、日露戦争時に戦地に赴く兵士たちが多くこれを奉納したと伝えられていることを踏まえ、「日露戦争時の兵士のお守り」であると強調。このしゃもじを、ロシアへの挑発と捉え不快感を持って伝えた。

## ギャラリー

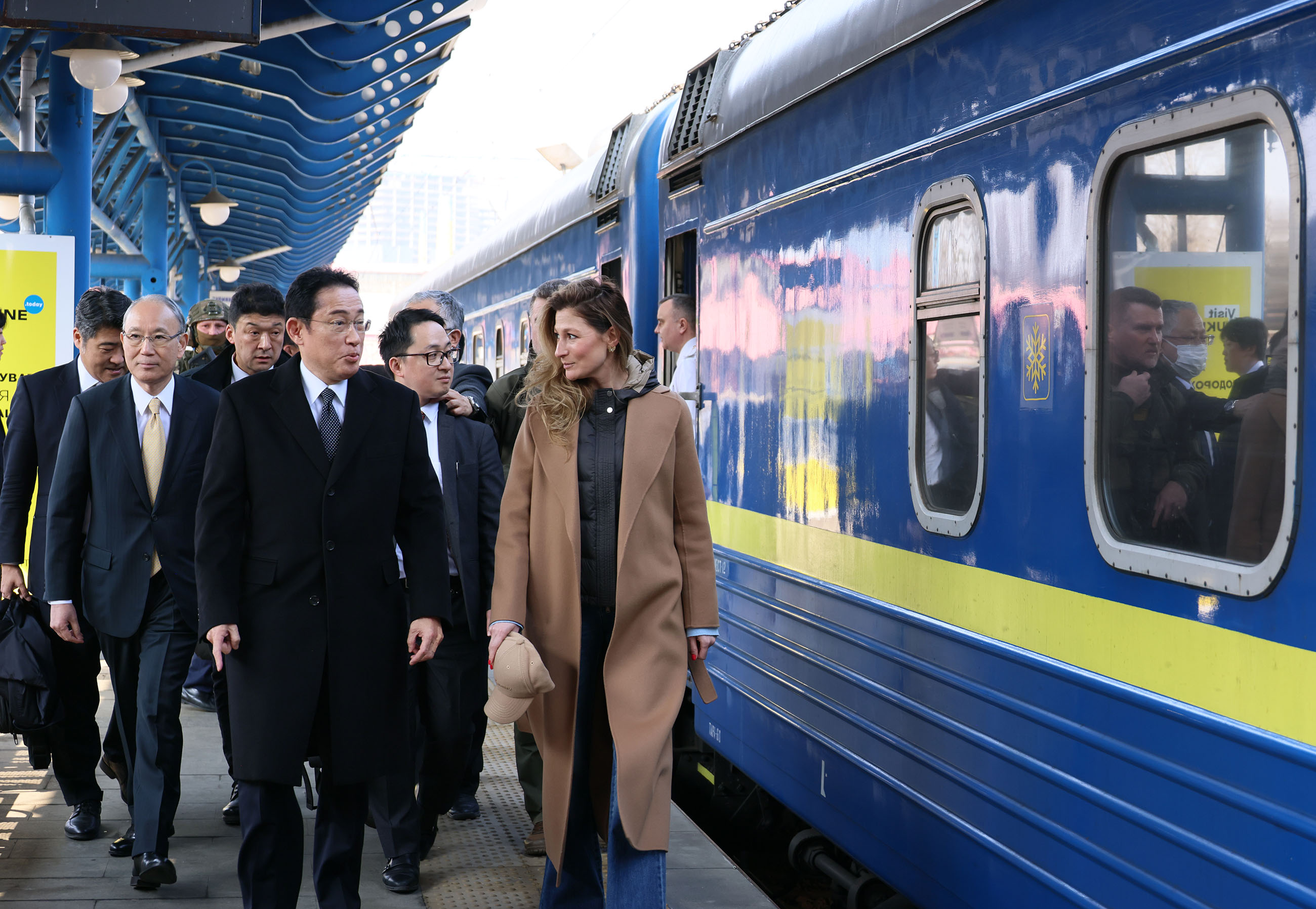
キーウに到着した岸田
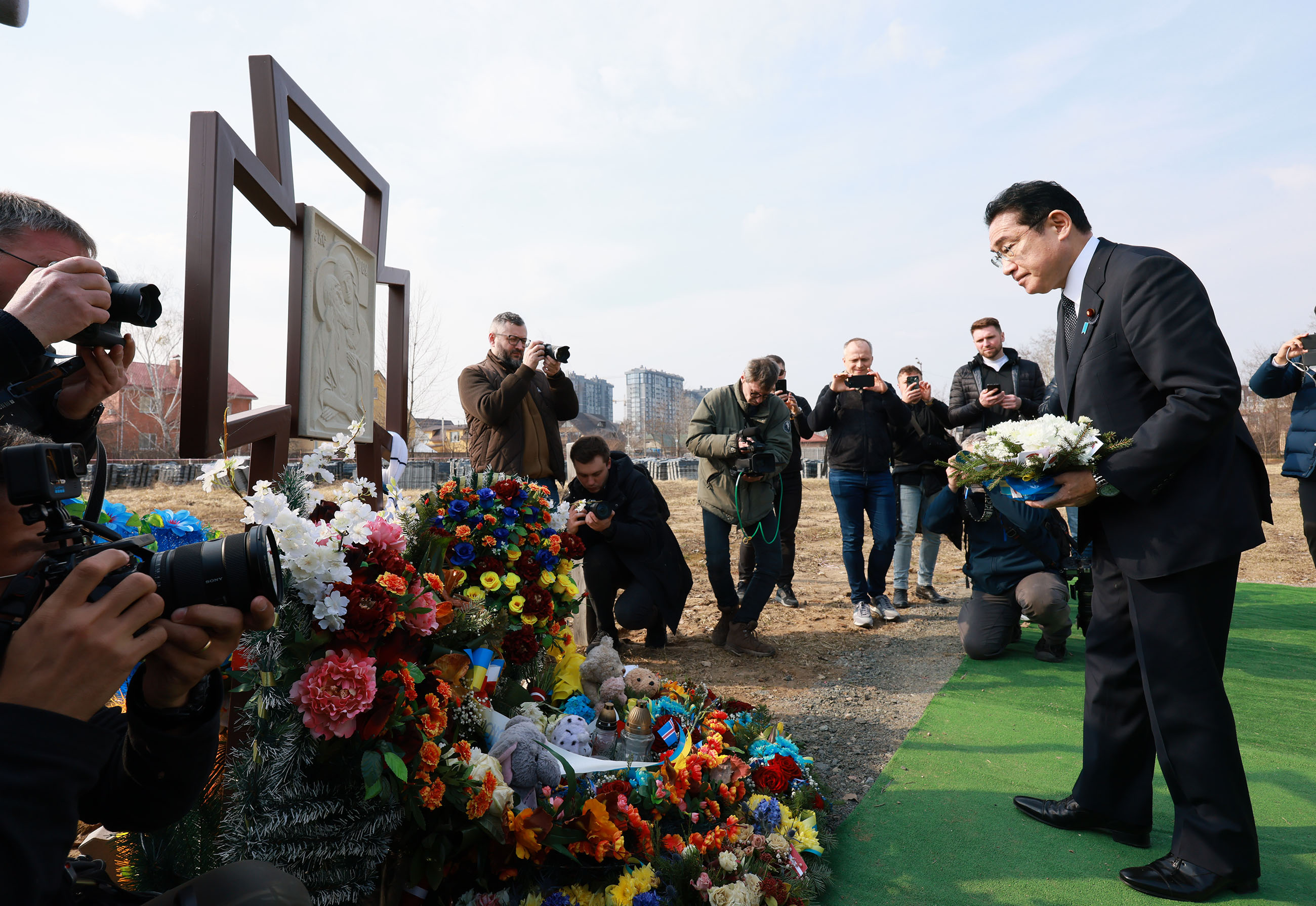
ブチャの集団埋葬地で献花をする岸田
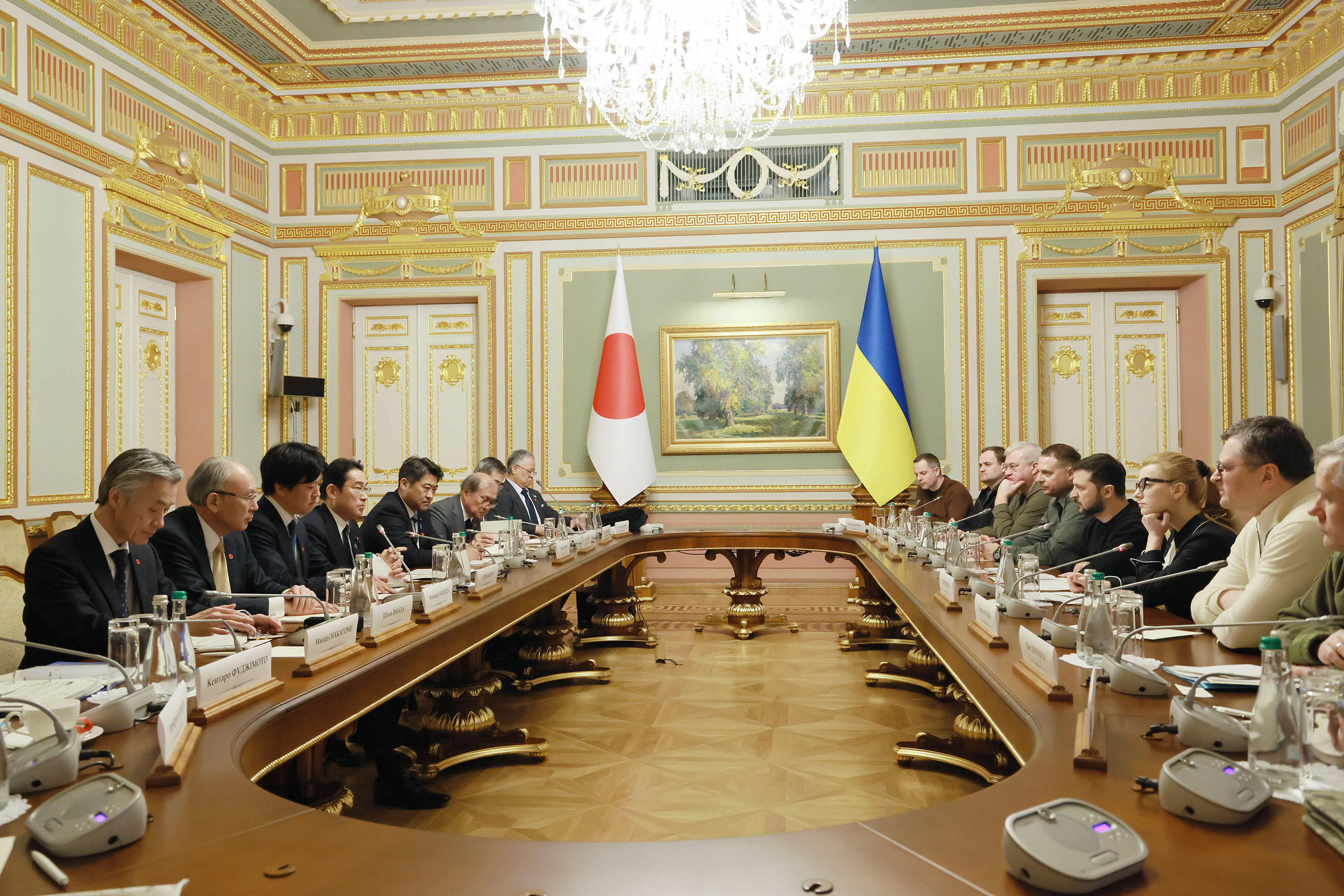
首脳会談を行う岸田とゼレンスキー
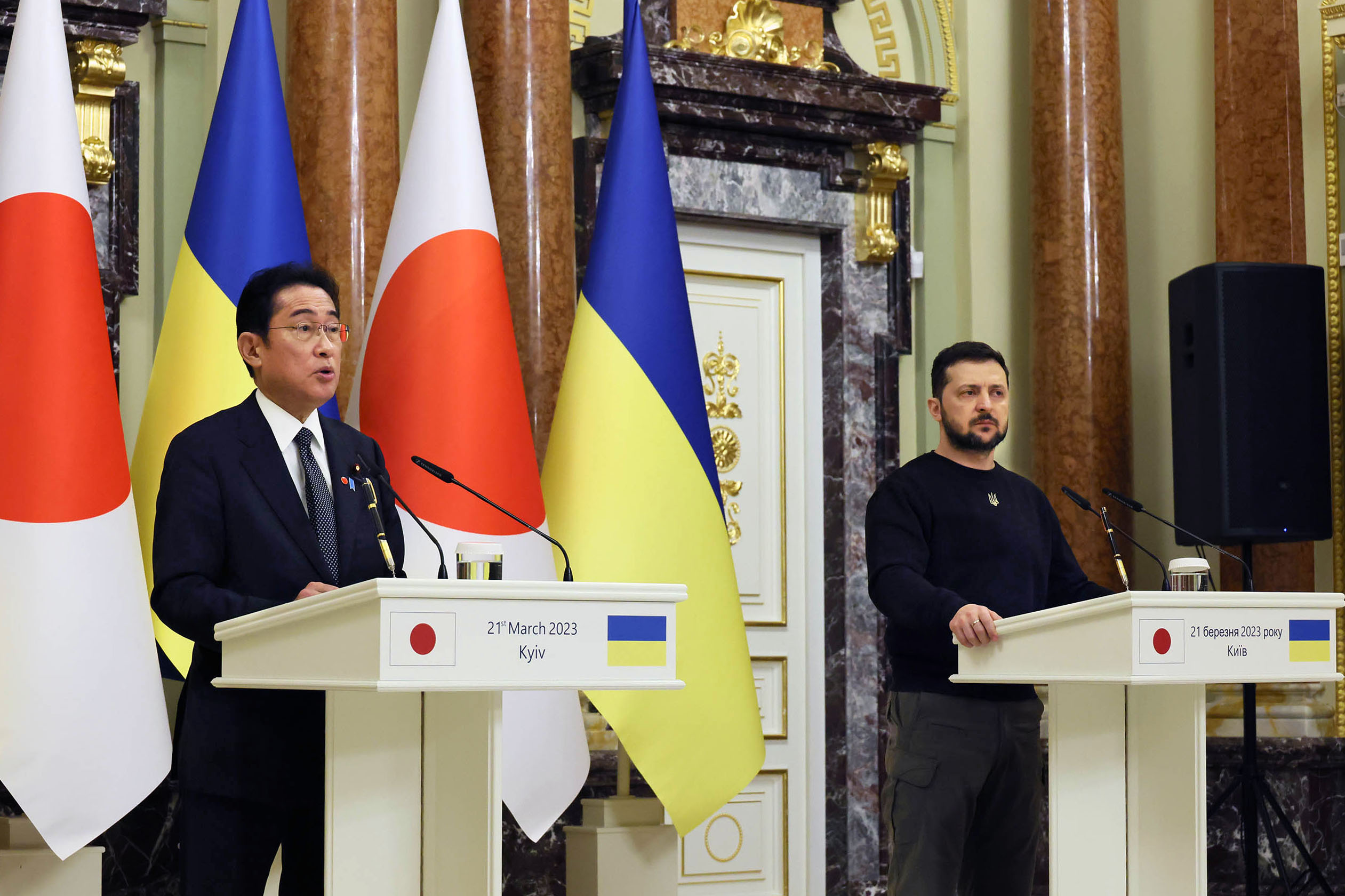
共同記者会見を行う岸田とゼレンスキー